# Narrow Hills Provincial Park

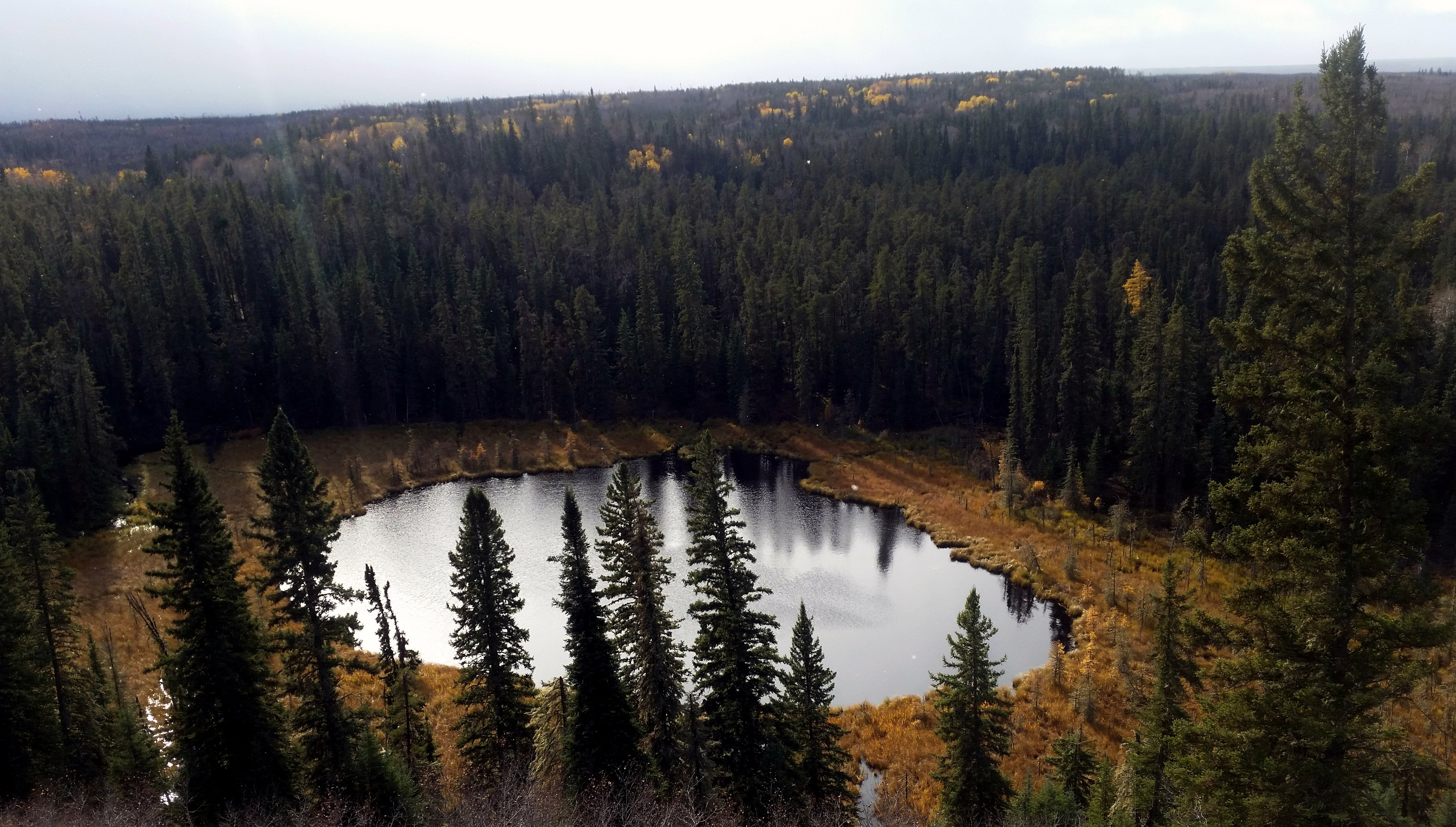
Jezírko v Narrow Hills Provincial Parku

Narrow Hills Provincial Park je provinční park v Saskatchewanu v Kanadě. Obsahuje množství rekreačních zařízení a velkou škálu jezer uvnitř svých hranic. Ty zahrnují Gem Lakes, Lower Fishing Lake, Upper Fishing Lake a jiná.
Park byl založen roku 1934 pod jménem Nipawin Provincial Park, ale v devadesátých letech byl přejmenován na Narrow Hills. Archivováno 11. 6. 2011 na Wayback Machine.
Asi 70 kilometrů na jih od něj se nachází městečko Smeaton.

## Rekreace
Kopce Narrow Hills nabízí širokou škálu rekreačních zařízení a příležitostí k nejrůznějším volnočasovým činnostem. Ty zahrnují sportovní rybaření, pěší turistiku a táboření. V parku se naskýtá 25 vodních těles příhodných k rybaření a dalších 30 se nachází de vzdálenosti jedné hodiny jízdy autem. Navíc k místním druhům jako jsou candáti druhu Sander vitreus (anglicky walleye), okouni druhu Perca flavescens (anglicky yellow perch) a štiky druhu Esox lucius (anglicky northern pike), se v parku vyskytují vysazené druhy jako siveni druhu Salvelinus namaycush (anglicky lake trout), siveni američtí, pstruzi obecní potoční, druh pstruhů (přesněji lososovitých ryb rodu Oncorhynchus) nazývaný anglicky cutthroat trout (Oncorhynchus clarkii), pstruzi duhoví a mezidruhoví kříženci mezi pstruhy obecnými potočními a siveny americkými, tzv. tygří pstruzi (anglicky tiger trout).